# Monachesimo copto
Il monachesimo copto ritiene di essere la forma originale del monachesimo poiché Sant'Antonio abate fu il primo a essere chiamato "monaco" (gr: μοναχός) e fu il primo a fondare un monastero cristiano: il Monastero di Sant'Antonio nella zona del Mar Rosso è oggi il monastero più antico del mondo.
Sebbene lo stile di vita di Sant'Antonio fosse incentrato sulla solidarietà, fu San Pacomio, un copto dell'Alto Egitto, ad istituire il monachesimo comunitario (cenobitico) nei suoi monasteri nell'alto Egitto, ponendo in essere la struttura monastica di base per molti dei monasteri di molti ordini monastici (anche al di fuori della Chiesa ortodossa copta).